# World of Quest
World of Quest is een animatieserie uit Canada die vanaf maart 2008 in Amerika werd uitgezonden, en vanaf september 2008 in Canada. De serie is van de makers van Jimmy Two-Shoes en Total Drama Island. De originele zender van de serie is Teletoon. Van de serie zijn twee seizoenen van ieder dertien afleveringen opgenomen.
In Nederland werd de serie in de zomervakantie en het najaar van 2009 uitgezonden op Jetix. Toen Jetix werd omgedoopt tot Disney XD was de serie niet meer te zien.

## Personages
- Quest (De hoofdpersoon. Hij is een werde man die snel boos wordt. Hij moet Nestor's ouders zien te bevrijden.)
- Prins Nestor (Hij beschouwt Quest als zijn "beste vriend", maar eigenlijk zijn ze dat helemaal niet.) – Nederlandse stem: Jurjen van Loon
- Gatling
- Way
- Anna (Een vrolijk meisje dat bevriend is met Nestor. Nestor is stiekem verliefd op haar.) – Nederlandse stem: Rosanne Thesing
- Graer
- Katastrophe
- Spite
- Ogun – Nederlandse stem: Louis van Beek